# Тренневурт
Тренневурт (нем. Trennewurth) — община в Германии, в земле Шлезвиг-Гольштейн. 
Входит в состав района Дитмаршен. Подчиняется управлению КЛьГ Марне-Ланд.  Население составляет 263 человека (на 31 декабря 2010 года). Занимает площадь 7,78 км².
Коммуна подразделяется на 4 сельских округа.